# Onthophagus medorensis
Onthophagus medorensis é uma espécie de inseto do género Onthophagus, família Scarabaeidae, ordem Coleoptera.

## História
Foi descrita cientificamente por Brown em 1929.